# Parc Nacional d'Øvre Dividal
El Parc Nacional d'Øvre Dividal (en sami septentrional: Dieváidvuovddi álbmotmeahcci; en noruec: Øvre Dividal nasjonalpark) és un parc nacional de Noruega, situat al municipi de Målselv, al comtat de Troms. El parc va ser inaugurat el 1971 i té una superfície de 750 quilòmetres quadrats. La intenció original era preservar la zona natural de les valls i les muntanyes de la zona. La ruta de senderisme Nordkalottruta passa pel parc nacional.

## Nom
El primer element en el nom Dividal prové del sami dievvá, que significa "rodó i muntanya seca". L'últim element és de la paraula dal significa "vall" o "vall". La paraula Øvre significa 'superior' en noruec, per tant "la part superior de Dividal".

## Natura

### Flora

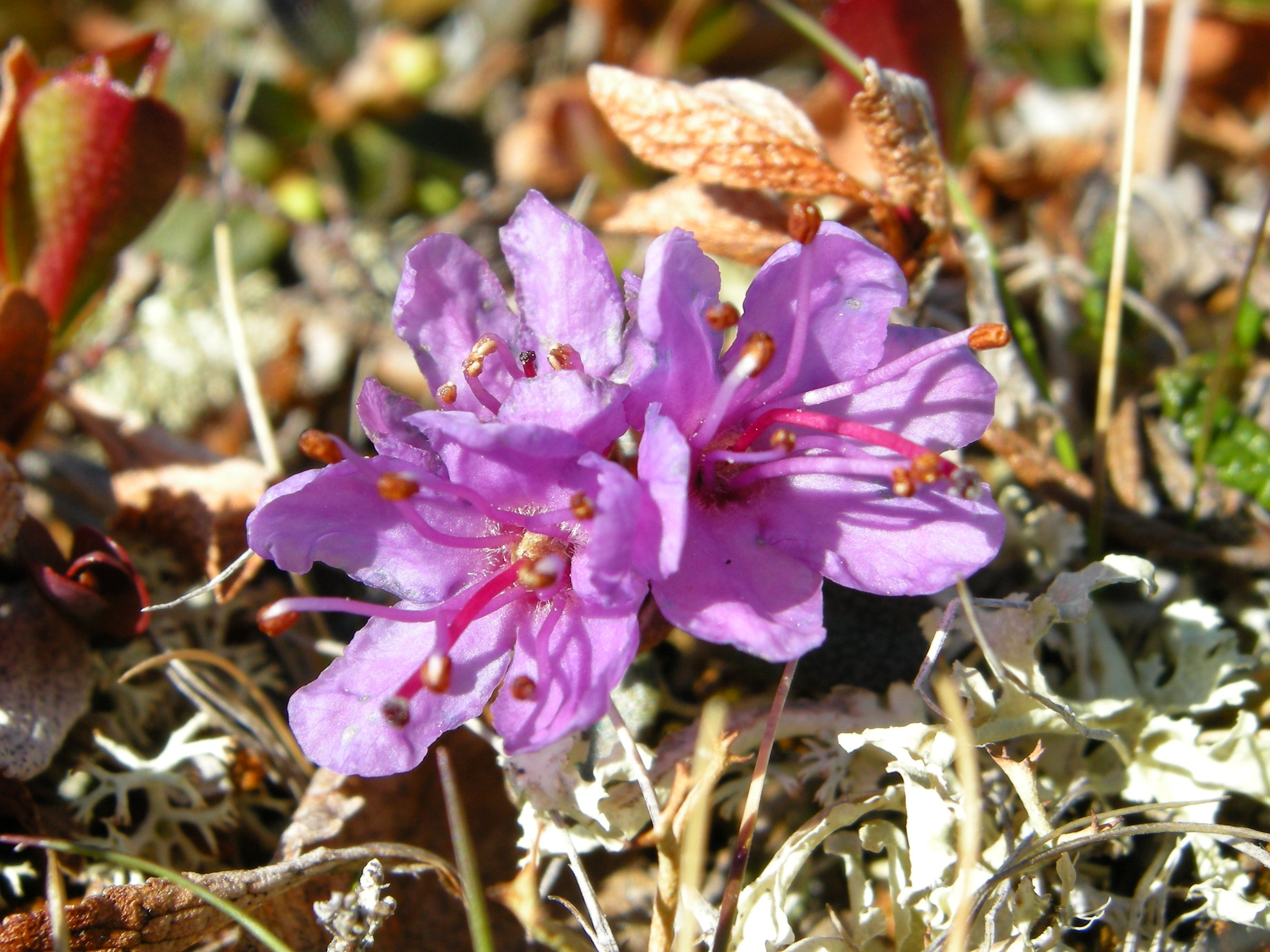
Rododendres de l'Àrtic (Rhododendron lapponicum)

Al parc s'hi troben boscos de pi roig a les elevacions més baixes, mentre que més amunt hi ha elbedoll, i, finalment, en una altitud considerable, hi ha el salze i el bedoll nan a la tundra alpina oberta. Algun vern gris (Alnus incana) creix al llarg del riu Divi. Un total de 315 espècies de plantes han estat registrades al parc. El rododendre (Rhododendron lapponicum) creix de manera natural a la zona.

### Fauna
Tots els grans depredadors del continent tenen exemplars al parc (l'os bru, el llop, el golut i el linx), encara que el llop és rar de veure al parca i probablement no hi té presència permanent. El golut és especialment nombrós en aquesta zona. Els rens (propietat dels saami) són comuns, igual que els ants, i la guineu àrtica solia viure a la zona.

## Clima

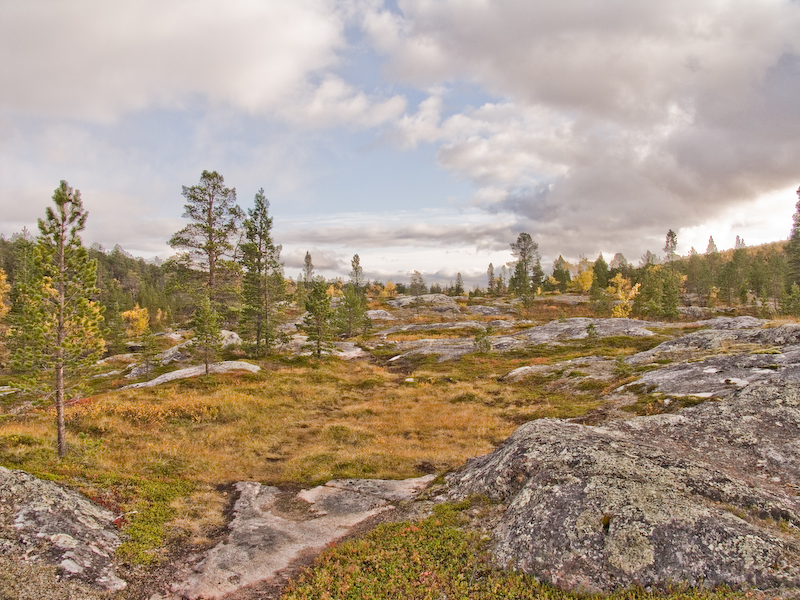
Part del parc

A 228 m sobre el nivell del mar, la Dividalen és la segona vall més seca de Noruega, amb una precipitació mitjana anual de només 282 mil·límetres. Les mitjanes mensuals de 24 hores per a la mateixa ubicació varien de -9 °C al gener a 13 °C al juliol amb una mitjana anual de 0,8 °C. No hi ha permagel a les elevacions més baixes del parc. En altituds superiors a 700 metres, el permagel és comú. El Parc Nacional d'Øvre Dividal comença a una alçada d'uns 300 m i arriba fins a 1.600 m. Inclou zones que voregen Suècia, així com les àrees gairebé inalterades prop de Noruega, aquest parc és part d'una àrea silvestre molt gran.

## Geologia
La base es compon de conglomerats, gresos i pissarres. Diversos rius han tallat els barrancs. Una peculiaritat del parc és que hi ha grans roques col·locades en llocs inversemblants. Aquestes van ser transportades per les glaceres de l'edat de gel, i es van dipositar a l'atzar al final de l'edat de gel.